# AFI-Diena
In seguito al 4º Congresso Filatelico Italiano, che fu organizzato a Roma tra il 15 e il 17 maggio 1913, diciotto filatelisti italiani costituirono, il 29 giugno 1914, la Società Filatelica Italiana, nome già usato da una precedente associazione che tuttavia fini nell'oblio.
La prima riunione si svolse il 18 ottobre, durante il quale fu approvato lo Statuto e i regolamenti ed eletto il primo Direttivo, del quale fu Presidente Emilio Diena.
Tra le prime attività figura un'asta filatelica benefica a favore dei familiari delle vittime del terremoto che si abbatté ad Avezzano il 15 gennaio 1915.
Nel 1919 fu tra le sei associazioni fondatrici dell'allora Unione delle Associazioni e dei Circoli Filatelici Italiani, che nel 1958 sarebbe diventata la Federazione tra le Società Filateliche Italiane e alla Federazione diede anche il suo primo Presidente: Emilio Diena.
Nel 1920 il sodalizio cambiò nome in Associazione Filatelica Italiana, mentre negli ultimi anni viene ribattezzato Associazione Filatelica Numismatica Italiana "Alberto Diena".